# Fasano
Fasano es una localidad italiana de la provincia de Brindisi, región de Puglia, con 38.460 habitantes.

## Evolución demográfica
| Gráfica de evolución demográfica de Fasano entre 1861 y 2007 |
|                                                              |
| Fuente ISTAT - elaboración gráfica de Wikipedia              |